# پل لوزنسکی
پل لوزنسکی استاد ادبیات تطبیقی و استاد مدعو زبانها و فرهنگ‌های خاورمیانه در دانشگاه ایندیانا است. وی دکترای خود را در زمینه زبان‌ها و تمدن‌های خاور نزدیک در سال ۱۹۹۳ از دانشگاه شیکاگو دریافت کرد. لوزنسکی متخصص ادبیات فارسی و تاریخ ادبیات است.